# Григорян, Манвел Секторович
Манве́л Секто́рович Григоря́н (арм. Մանվել Սեկտորի Գրիգորյան; 14 июля 1956, село Аршалуйс, Эчмиадзинский район, Армянская ССР — 19 ноября 2020, Ереван, Армения) — армянский военный деятель, генерал-лейтенант (2000).

## Биография
- 1993—1998 — Ереванский государственный университет. Юрист.
- 1993—1996 — учился на высших академических курсах министерства обороны Армении.
- 1975—1977 — служил в вооружённых силах СССР.
- С 1988 — стал членом Карабахского движения.
- 1988—1992 — в составе Эчмиадзинского отряда участвовал в боевых действиях на юге Нагорного Карабаха.
- 1992 — зачислен в ряды вооружённых сил Армении и назначен командиром отдельного мотострелкового батальона.
- 1992—1996 — был депутатом Верховного совета непризнанной НКР.
- С 1993 — назначен командиром бригады, а с июля 1997 — командующим войсковым соединением.
- 1993—1994 — участвовал в боевых действиях на юго-востоке Армении и на севере Нагорного Карабаха.
- 1996 — указом президента Армении присвоено звание генерал-майора.
- С 1999 — председатель правления союза «Добровольцев Еркрапа».
- 2000—2008 — заместитель министра обороны Армении.
- 2018—2020 — находился в СИЗО[2][3].

Скончался 19 ноября 2020 года.

### Дело о незаконном хранении оружия и боеприпасов
16 июня 2018 года была обнародована информациям о том, что генерал Манвел Григорян хранил оружие и боеприпасы в своём доме. При обыске также были найдены: тушенка, туалетная бумага, вездеходы, гранаты, пайки для солдат и т. д. Также к делу Манвела Григоряна были добавлены обвинения в краже пожертвований, которые народ отправлял солдатам во время апрельской войны в 2016 году.

## Награды
Награждён орденом «Боевого креста» первой степени Армении и НКР, «герой Арцаха», орден «Золотой орёл», орден Вардана Мамиконяна, почётный орден «Нерсес Шнорали», награда Союза добровольцев Еркрапа «Спарапет Вазген Саркисян», «Материнская благодарность» НКР, «Еркрапа Армении», «Драстамат Канаян», «За укрепление сотрудничества», «За безупречную службу» I степени, памятной медалью «Маршал Баграмян-100».